# Cephalodromia albocincta
Cephalodromia albocincta är en tvåvingeart som först beskrevs av Seguy 1930.  Cephalodromia albocincta ingår i släktet Cephalodromia och familjen svävflugor.
Artens utbredningsområde är Tunisien. Inga underarter finns listade i Catalogue of Life.